# Lagan (Kattegat)
Der Lagan ist mit 244 Kilometern der längste Fluss des südschwedischen Hochlandes.
Er entspringt nördlich der Stadt Vaggeryd und fließt durch Gemeinde Värnamo, er bildet den Vidösternsee, fließt unter anderem durch den gleichnamigen Ort Lagan und Ljungby und mündet in der Gemeinde Laholm im Ort Mellbystrand in die Laholmsbucht (schwed. „Laholmsbukten“), einen Teil des Kattegat. 
Entlang des Lagan existiert eine alte Handelsroute, der „Lagastig“. Bis Markaryd verläuft er weitgehend parallel zur E4.